# Vallefiorita
Vallefiorita ist eine italienische Stadt in der Provinz Catanzaro in Kalabrien mit 1443 Einwohnern (Stand 31. Dezember 2023).

## Lage und Daten
Vallefiorita liegt 30 km südwestlich von Catanzaro am östlichen Abhang der Serre. Die Nachbargemeinden sind Amaroni, Cenadi, Centrache, Cortale, Girifalco, Olivadi, Palermiti und Squillace.

## Sehenswürdigkeiten
In der Umgebung des Ortes befindet sich eine eisenhaltige Quelle.